# Anodontoides radiatus
Anodontoides radiatus là một loài trai nước ngọt, là động vật thân mềm hai mảnh vỏ sống dưới nước trong họ Unionidae.

## Phân bố
Đây là loài đặc hữu của Hoa Kỳ.